# Wieża ciśnień przy ulicy Konopnickiej w Nowym Tomyślu
Wieża ciśnień przy ulicy Komunalnej 16 w Nowym Tomyślu – wieża ciśnień o wysokości całkowitej 42 m, zlokalizowana przy ulicy Komunalnej 16 w Nowym Tomyślu. Zbiornik może pomieścić 1500 m³ wody. Wieża pełni funkcję uzdatniania i magazynowania wody od czasu zamknięcia starej wieży. Uruchomienie nastąpiło w 1994.